# Liste des monuments historiques de Wilrijk
 (août 2022).
Cette page regroupe l'ensemble des monuments classés du district de Wilrijk dans la ville d'Anvers.
| Objet                                                           | Statut du classement? | Année de construction/architecte | Section communale | Adresse                     | Coordonnées                      | Numéro d'inventaire | Illustration |
| --------------------------------------------------------------- | --------------------- | -------------------------------- | ----------------- | --------------------------- | -------------------------------- | ------------------- | ------------ |
| (nl) "Den Brandt"                                               |                       |                                  | Wilrijk           | Ahornenlaan 31              | 51° 10′ 37″ nord, 4° 24′ 20″ est | 11541               | Téléverser   |
| (nl) Villa                                                      |                       |                                  | Wilrijk           | Berkenlaan 29               | 51° 10′ 49″ nord, 4° 23′ 42″ est | 11542               | Téléverser   |
| (nl) Villa                                                      |                       |                                  | Wilrijk           | Berkenlaan 33               | 51° 10′ 50″ nord, 4° 23′ 41″ est | 11543               | Téléverser   |
| (nl) Burgerhuizen                                               |                       |                                  | Wilrijk           | Berkenlaan 71               | 51° 10′ 58″ nord, 4° 23′ 38″ est | 11544               | Téléverser   |
| (nl) Burgerhuizen                                               |                       |                                  | Wilrijk           | Berkenlaan 73               | 51° 10′ 58″ nord, 4° 23′ 38″ est | 11544               | Téléverser   |
| (nl) Villa                                                      |                       |                                  | Wilrijk           | Berkenlaan 2                | 51° 16′ 27″ nord, 4° 27′ 10″ est | 11545               | Téléverser   |
| (nl) Villa                                                      |                       |                                  | Wilrijk           | Berkenlaan 6                | 51° 10′ 41″ nord, 4° 23′ 55″ est | 11546               | Téléverser   |
| (nl) Stenen schandpaal                                          | Oui                   |                                  | Wilrijk           | Bist                        | 51° 10′ 12″ nord, 4° 23′ 33″ est | 11547               | Téléverser   |
| (nl) Districthuis                                               | Oui                   |                                  | Wilrijk           | Bist 1                      | 51° 10′ 09″ nord, 4° 23′ 39″ est | 11548               | Téléverser   |
| (nl) Neoclassicistische electriciteitscabine                    |                       |                                  | Wilrijk           | Bist                        | 51° 10′ 10″ nord, 4° 23′ 36″ est | 11549               | Téléverser   |
| (nl) Twee neoclassicistische burgerhuizen                       |                       |                                  | Wilrijk           | Bist 154                    | 51° 10′ 14″ nord, 4° 23′ 43″ est | 11550               | Téléverser   |
| (nl) Twee neoclassicistische burgerhuizen                       |                       |                                  | Wilrijk           | Bist 155                    | 51° 10′ 14″ nord, 4° 23′ 43″ est | 11550               | Téléverser   |
| (nl) Enkelhuis                                                  |                       |                                  | Wilrijk           | Boekstraat 111              | 51° 10′ 02″ nord, 4° 23′ 19″ est | 11551               | Téléverser   |
| (nl) Rijhuis                                                    |                       |                                  | Wilrijk           | Boekstraat 84               | 51° 10′ 05″ nord, 4° 23′ 22″ est | 11552               | Téléverser   |
| (nl) Parochiekerk Sint-Jan-Vianney                              |                       |                                  | Wilrijk           | Boomsesteenweg 333          | 51° 11′ 12″ nord, 4° 23′ 19″ est | 11553               | Téléverser   |
| (nl) Stedelijk Instituut voor Lager Onderwijs, district Wilrijk |                       |                                  | Wilrijk           | Boomsesteenweg 387          | 51° 09′ 58″ nord, 4° 23′ 13″ est | 11554               | Téléverser   |
| (nl) Nijverheidsgebouwen                                        |                       |                                  | Wilrijk           | Boomsesteenweg 957          | 51° 09′ 01″ nord, 4° 23′ 16″ est | 11555               | Téléverser   |
| (nl) "Valaarhof" of "Berkenrijs"                                |                       |                                  | Wilrijk           | Boomsesteenweg 94           | 51° 10′ 44″ nord, 4° 23′ 18″ est | 11556               | Téléverser   |
| (nl) Hof Ter Beke                                               | Oui                   |                                  | Wilrijk           | Boomsesteenweg 904          | 51° 09′ 08″ nord, 4° 22′ 43″ est | 11557               | Téléverser   |
| (nl) Meergezinswoning                                           |                       |                                  | Wilrijk           | Cederlaan 15                | 51° 10′ 33″ nord, 4° 24′ 06″ est | 11558               | Téléverser   |
| (nl) Elektriciteitscabine                                       |                       |                                  | Wilrijk           | Cederlaan                   | 51° 10′ 37″ nord, 4° 23′ 57″ est | 11559               | Téléverser   |
| (nl) Meergezinswoning                                           |                       |                                  | Wilrijk           | Cederlaan 18                | 51° 10′ 33″ nord, 4° 24′ 02″ est | 11560               | Téléverser   |
| (nl) Rijwoning "Koumans"                                        | Oui                   |                                  | Wilrijk           | Cederlaan 28                | 51° 10′ 32″ nord, 4° 24′ 03″ est | 11561               | Téléverser   |
| (nl) Rijhuis                                                    |                       |                                  | Wilrijk           | Cederlaan 32                | 51° 10′ 32″ nord, 4° 24′ 04″ est | 11562               | Téléverser   |
| (nl) "Huize Berckelaers", opbrengsthuis met flats               |                       |                                  | Wilrijk           | Cederlaan 40                | 51° 10′ 31″ nord, 4° 24′ 05″ est | 11563               | Téléverser   |
| (nl) Meergezinswoning                                           |                       |                                  | Wilrijk           | Cederlaan 50                | 51° 10′ 31″ nord, 4° 24′ 06″ est | 11564               | Téléverser   |
| (nl) Meergezinswoning                                           |                       |                                  | Wilrijk           | Cederlaan 52                | 51° 10′ 31″ nord, 4° 24′ 06″ est | 11564               | Téléverser   |
| (nl) Enkelhuis                                                  |                       |                                  | Wilrijk           | Dennenlaan 98               | 51° 10′ 27″ nord, 4° 24′ 22″ est | 11565               | Téléverser   |
| (nl) Hoekpand                                                   |                       |                                  | Wilrijk           | Dichtersstraat 1            | 51° 10′ 50″ nord, 4° 22′ 34″ est | 11566               | Téléverser   |
| (nl) Woning Van den Bergh                                       |                       |                                  | Wilrijk           | Dichtersstraat 82           | 51° 10′ 54″ nord, 4° 22′ 45″ est | 11567               | Téléverser   |
| (nl) Fort VI                                                    |                       |                                  | Wilrijk           | Edegemsesteenweg 100        | 51° 09′ 52″ nord, 4° 24′ 20″ est | 11568               | Téléverser   |
| (nl) Begraafplaats "Steytelinck"                                |                       |                                  | Wilrijk           | Dokter Donnyplein           | 51° 10′ 01″ nord, 4° 24′ 10″ est | 11569               | Téléverser   |
| (nl) "De tien linden"                                           |                       |                                  | Wilrijk           | Doornstraat 131             | 51° 09′ 56″ nord, 4° 23′ 51″ est | 11570               | Téléverser   |
| (nl) Houten huis                                                |                       |                                  | Wilrijk           | Doornstraat 390             | 51° 09′ 35″ nord, 4° 23′ 57″ est | 11571               | Téléverser   |
| (nl) Villa's in Nieuwe Zakelijkheid                             |                       |                                  | Wilrijk           | Elsdonklaan 4               | 51° 10′ 15″ nord, 4° 25′ 23″ est | 11573               | Téléverser   |
| (nl) Villa's in Nieuwe Zakelijkheid                             |                       |                                  | Wilrijk           | Elsdonklaan 8               | 51° 10′ 15″ nord, 4° 25′ 23″ est | 11573               | Téléverser   |
| (nl) Villa's in Nieuwe Zakelijkheid                             |                       |                                  | Wilrijk           | Elsdonklaan 18              | 51° 10′ 15″ nord, 4° 25′ 23″ est | 11573               | Téléverser   |
| (nl) Landhuis in Nieuwe Zakelijkheid                            |                       |                                  | Wilrijk           | Elsdonklaan 10              | 51° 10′ 19″ nord, 4° 25′ 21″ est | 11574               | Téléverser   |
| (nl) "Villa Anna", tweegezinswoning                             |                       |                                  | Wilrijk           | Frans De Cortlaan 49        | 51° 10′ 41″ nord, 4° 23′ 44″ est | 11575               | Téléverser   |
| (nl) "Villa Anna", tweegezinswoning                             |                       |                                  | Wilrijk           | Frans De Cortlaan 51        | 51° 10′ 41″ nord, 4° 23′ 44″ est | 11575               | Téléverser   |
| (nl) Woonkubus                                                  |                       |                                  | Wilrijk           | Frans De Cortlaan 55        | 51° 10′ 41″ nord, 4° 23′ 45″ est | 11576               | Téléverser   |
| (nl) Hoekpand in Nieuwe Zakelijkheid                            |                       |                                  | Wilrijk           | Frans Nagelsplein 22        | 51° 10′ 27″ nord, 4° 23′ 32″ est | 11577               | Téléverser   |
| (nl) Woning Chantraine-Vantvelt                                 | Oui                   |                                  | Wilrijk           | Frans Stienletlaan 33       | 51° 10′ 40″ nord, 4° 22′ 34″ est | 11578               | Téléverser   |
| (nl) Woning Chantraine-Vantvelt                                 | Oui                   |                                  | Wilrijk           | Frans Stienletlaan 35       | 51° 10′ 40″ nord, 4° 22′ 34″ est | 11578               | Téléverser   |
| (nl) Flatgebouw in Nieuwe Zakelijkheid                          |                       |                                  | Wilrijk           | Frans van Dunlaan 19        | 51° 10′ 23″ nord, 4° 25′ 40″ est | 11579               | Téléverser   |
| (nl) Flatgebouw in Nieuwe Zakelijkheid                          |                       |                                  | Wilrijk           | Frans van Dunlaan 21        | 51° 10′ 23″ nord, 4° 25′ 40″ est | 11579               | Téléverser   |
| (nl) Flatgebouw in Nieuwe Zakelijkheid                          |                       |                                  | Wilrijk           | Frans van Dunlaan 23        | 51° 10′ 23″ nord, 4° 25′ 40″ est | 11579               | Téléverser   |
| (nl) Gebouw                                                     |                       |                                  | Wilrijk           | Gladiolusstraat 23          | 51° 10′ 49″ nord, 4° 23′ 03″ est | 11580               | Téléverser   |
| (nl) Parochiekerk Pius X                                        |                       |                                  | Wilrijk           | Groenenborgerlaan 212       | 51° 10′ 38″ nord, 4° 25′ 20″ est | 11581               | Téléverser   |
| (nl) Parochiekerk Pius X                                        |                       |                                  | Wilrijk           | Groenenborgerlaan 216       | 51° 10′ 38″ nord, 4° 25′ 20″ est | 11581               | Téléverser   |
| (nl) Landhuizen in cottagestijl                                 |                       |                                  | Wilrijk           | Hagedoornlaan 7             | 51° 10′ 51″ nord, 4° 23′ 46″ est | 11582               | Téléverser   |
| (nl) Landhuizen in cottagestijl                                 |                       |                                  | Wilrijk           | Hagedoornlaan 11            | 51° 10′ 51″ nord, 4° 23′ 46″ est | 11582               | Téléverser   |
| (nl) Landhuizen in cottagestijl                                 |                       |                                  | Wilrijk           | Hagedoornlaan 15            | 51° 10′ 51″ nord, 4° 23′ 46″ est | 11582               | Téléverser   |
| (nl) Hoekpand                                                   |                       |                                  | Wilrijk           | Dokter Veeckmanslaan 49     | 51° 10′ 36″ nord, 4° 23′ 33″ est | 11584               | Téléverser   |
| (nl) "Rozenkransinstituut", schoolgebouw                        |                       |                                  | Wilrijk           | Heistraat 255               | 51° 10′ 40″ nord, 4° 23′ 32″ est | 11585               | Téléverser   |
| (nl) Parochiekerk Onze-Lieve-Vrouw Heilige Rozenkrans           |                       |                                  | Wilrijk           | Heistraat 319               | 51° 10′ 45″ nord, 4° 23′ 27″ est | 11586               | Téléverser   |
| (nl) "Rijksmiddelbare school"                                   |                       |                                  | Wilrijk           | Heistraat 36                | 51° 10′ 19″ nord, 4° 23′ 41″ est | 11587               | Téléverser   |
| (nl) "Rijksmiddelbare school"                                   |                       |                                  | Wilrijk           | Heistraat 38                | 51° 10′ 19″ nord, 4° 23′ 41″ est | 11587               | Téléverser   |
| (nl) Rijhuisjes                                                 |                       |                                  | Wilrijk           | Heistraat 120               | 51° 10′ 41″ nord, 4° 23′ 34″ est | 11588               | Téléverser   |
| (nl) Rijhuisjes                                                 |                       |                                  | Wilrijk           | Heistraat 122               | 51° 10′ 41″ nord, 4° 23′ 34″ est | 11588               | Téléverser   |
| (nl) Rijhuisjes                                                 |                       |                                  | Wilrijk           | Heistraat 124               | 51° 10′ 41″ nord, 4° 23′ 34″ est | 11588               | Téléverser   |
| (nl) Rijhuisjes                                                 |                       |                                  | Wilrijk           | Heistraat 230               | 51° 10′ 41″ nord, 4° 23′ 34″ est | 11588               | Téléverser   |
| (nl) Rijhuisjes                                                 |                       |                                  | Wilrijk           | Heistraat 234               | 51° 10′ 41″ nord, 4° 23′ 34″ est | 11588               | Téléverser   |
| (nl) Rijhuisjes                                                 |                       |                                  | Wilrijk           | Heistraat 240               | 51° 10′ 41″ nord, 4° 23′ 34″ est | 11588               | Téléverser   |
| (nl) Rijhuisjes                                                 |                       |                                  | Wilrijk           | Heistraat 252               | 51° 10′ 41″ nord, 4° 23′ 34″ est | 11588               | Téléverser   |
| (nl) Rijhuisjes                                                 |                       |                                  | Wilrijk           | Heistraat 256               | 51° 10′ 41″ nord, 4° 23′ 34″ est | 11588               | Téléverser   |
| (nl) Rijhuisjes                                                 |                       |                                  | Wilrijk           | Heistraat 272               | 51° 10′ 41″ nord, 4° 23′ 34″ est | 11588               | Téléverser   |
| (nl) Rijhuisjes                                                 |                       |                                  | Wilrijk           | Heistraat 280               | 51° 10′ 41″ nord, 4° 23′ 34″ est | 11588               | Téléverser   |
| (nl) Rijhuisjes                                                 |                       |                                  | Wilrijk           | Heistraat 282               | 51° 10′ 41″ nord, 4° 23′ 34″ est | 11588               | Téléverser   |
| (nl) Winkelhuis en meergezinswoning                             |                       |                                  | Wilrijk           | Heistraat 314               | 51° 10′ 46″ nord, 4° 23′ 31″ est | 11589               | Téléverser   |
| (nl) Hoeve, thans "De Kegelhoeve"                               |                       |                                  | Wilrijk           | Hof van Mols 31             | 51° 10′ 43″ nord, 4° 23′ 17″ est | 11590               | Téléverser   |
| (nl) Eengezinswoning                                            |                       |                                  | Wilrijk           | Hoge-Aardstraat 8           | 51° 10′ 30″ nord, 4° 25′ 34″ est | 11591               | Téléverser   |
| (nl) Modernistische eengezinswoning                             |                       |                                  | Wilrijk           | Jozef Hertogslaan 7         | 51° 10′ 28″ nord, 4° 24′ 46″ est | 11592               | Téléverser   |
| (nl) "Café Terminus", hoekpand met café en flats                |                       |                                  | Wilrijk           | Heistraat 103               | 51° 10′ 26″ nord, 4° 23′ 38″ est | 11593               | Téléverser   |
| (nl) Crematorium van Antwerpen                                  |                       |                                  | Wilrijk           | Jules Moretuslei 2          | 51° 10′ 11″ nord, 4° 22′ 24″ est | 11594               | Téléverser   |
| (nl) Hoekhuis in Nieuwe Zakelijkheid                            |                       |                                  | Wilrijk           | Jules Moretuslei 270        | 51° 10′ 19″ nord, 4° 23′ 17″ est | 11595               | Téléverser   |
| (nl) Eclectisch enkelhuis                                       |                       |                                  | Wilrijk           | Jules Moretuslei 300        | 51° 10′ 19″ nord, 4° 23′ 22″ est | 11596               | Téléverser   |
| (nl) Eclectisch dubbelhuis                                      |                       |                                  | Wilrijk           | Jules Moretuslei 362        | 51° 10′ 19″ nord, 4° 23′ 32″ est | 11597               | Téléverser   |
| (nl) Dubbelhuis "Anno 1902"                                     |                       |                                  | Wilrijk           | Jules Moretuslei 366        | 51° 10′ 20″ nord, 4° 23′ 32″ est | 11598               | Téléverser   |
| (nl) Dubbelhuis                                                 |                       |                                  | Wilrijk           | Jules Moretuslei 374        | 51° 10′ 20″ nord, 4° 23′ 34″ est | 11599               | Téléverser   |
| (nl) Neoclassicistisch enkelhuis                                |                       |                                  | Wilrijk           | Jules Moretuslei 484        | 51° 10′ 21″ nord, 4° 23′ 52″ est | 11600               | Téléverser   |
| (nl) Hoekhuis                                                   |                       |                                  | Wilrijk           | Keizershoevestraat 1        | 51° 10′ 44″ nord, 4° 25′ 29″ est | 11601               | Téléverser   |
| (nl) Hoeve                                                      |                       |                                  | Wilrijk           | Klaverbladdreef 17          | 51° 08′ 58″ nord, 4° 21′ 48″ est | 11602               | Téléverser   |
| (nl) Kasteel Klaverblad                                         | Oui                   |                                  | Wilrijk           | Klaverbladdreef 6           | 51° 09′ 13″ nord, 4° 21′ 41″ est | 11603               | Téléverser   |
| (nl) Dekanale kerk Sint-Jan-Evangelist                          | Oui                   |                                  | Wilrijk           | Kolonel Slaterplein         | 51° 10′ 35″ nord, 4° 22′ 40″ est | 11604               | Téléverser   |
| (nl) Enkelhuis                                                  |                       |                                  | Wilrijk           | Koningin Elisabethstraat 13 | 51° 10′ 16″ nord, 4° 23′ 28″ est | 11605               | Téléverser   |
| (nl) Enkelhuis                                                  |                       |                                  | Wilrijk           | Koning Leopoldstraat 19     | 51° 10′ 15″ nord, 4° 23′ 25″ est | 11606               | Téléverser   |
| (nl) Hoekpand                                                   |                       |                                  | Wilrijk           | Koning Leopoldstraat 2      | 51° 10′ 17″ nord, 4° 23′ 28″ est | 11607               | Téléverser   |
| (nl) Hoekpand                                                   |                       |                                  | Wilrijk           | Koning Leopoldstraat 4      | 51° 10′ 17″ nord, 4° 23′ 28″ est | 11607               | Téléverser   |
| (nl) Vier woningen                                              |                       |                                  | Wilrijk           | Koornbloemstraat 225        | 51° 10′ 09″ nord, 4° 22′ 38″ est | 11608               | Téléverser   |
| (nl) Vier woningen                                              |                       |                                  | Wilrijk           | Koornbloemstraat 227        | 51° 10′ 09″ nord, 4° 22′ 38″ est | 11608               | Téléverser   |
| (nl) Vier woningen                                              |                       |                                  | Wilrijk           | Koornbloemstraat 229        | 51° 10′ 09″ nord, 4° 22′ 38″ est | 11608               | Téléverser   |
| (nl) Vier woningen                                              |                       |                                  | Wilrijk           | Koornbloemstraat 231        | 51° 10′ 09″ nord, 4° 22′ 38″ est | 11608               | Téléverser   |
| (nl) Enkelhuizen                                                |                       |                                  | Wilrijk           | Kruishofstraat 219          | 51° 11′ 00″ nord, 4° 23′ 40″ est | 11609               | Téléverser   |
| (nl) Enkelhuizen                                                |                       |                                  | Wilrijk           | Kruishofstraat 221          | 51° 11′ 00″ nord, 4° 23′ 40″ est | 11609               | Téléverser   |
| (nl) Enkelhuis                                                  |                       |                                  | Wilrijk           | Kruishofstraat 247          | 51° 10′ 57″ nord, 4° 23′ 37″ est | 11610               | Téléverser   |
| (nl) Woning De Belder                                           |                       |                                  | Wilrijk           | Kwikstaartlaan 2            | 51° 10′ 11″ nord, 4° 25′ 01″ est | 11611               | Téléverser   |
| (nl) Fort VII                                                   | Oui                   |                                  | Wilrijk           | Legerstraat 40              | 51° 09′ 54″ nord, 4° 22′ 37″ est | 11612               | Téléverser   |
| (nl) Dubbelwoning in Nieuwe Zakelijkheid                        |                       |                                  | Wilrijk           | Meerlenlaan 45              | 51° 10′ 19″ nord, 4° 25′ 26″ est | 11613               | Téléverser   |
| (nl) Dubbelwoning in Nieuwe Zakelijkheid                        |                       |                                  | Wilrijk           | Elsdonklaan 9               |                                  | 11613               | Téléverser   |
| (nl) Tweegezinswoning                                           |                       |                                  | Wilrijk           | Meerlenlaan 47              | 51° 10′ 20″ nord, 4° 25′ 27″ est | 11614               | Téléverser   |
| (nl) Tweegezinswoning                                           |                       |                                  | Wilrijk           | Meerlenlaan 49              | 51° 10′ 20″ nord, 4° 25′ 27″ est | 11614               | Téléverser   |
| (nl) Villa                                                      |                       |                                  | Wilrijk           | Meerlenlaan 51              | 51° 10′ 20″ nord, 4° 25′ 27″ est | 11615               | Téléverser   |
| (nl) Villa                                                      |                       |                                  | Wilrijk           | Meerlenlaan 46              | 51° 10′ 17″ nord, 4° 25′ 20″ est | 11617               | Téléverser   |
| (nl) Landhuizen in cottagestijl                                 |                       |                                  | Wilrijk           | Olmenlaan 4                 | 51° 10′ 39″ nord, 4° 23′ 59″ est | 11619               | Téléverser   |
| (nl) Landhuizen in cottagestijl                                 |                       |                                  | Wilrijk           | Olmenlaan 7                 | 51° 10′ 39″ nord, 4° 23′ 59″ est | 11619               | Téléverser   |
| (nl) Landhuizen in cottagestijl                                 |                       |                                  | Wilrijk           | Olmenlaan 13                | 51° 10′ 39″ nord, 4° 23′ 59″ est | 11619               | Téléverser   |
| (nl) Landhuis                                                   |                       |                                  | Wilrijk           | Oosterveldlaan 6            | 51° 10′ 32″ nord, 4° 24′ 45″ est | 11620               | Téléverser   |
| (nl) "Medisch Instituut Sint-Augustinus"                        |                       |                                  | Wilrijk           | Oosterveldlaan 24           | 51° 10′ 28″ nord, 4° 25′ 07″ est | 11621               | Téléverser   |
| (nl) Rijhuis                                                    |                       |                                  | Wilrijk           | Oosterveldlaan 50           | 51° 10′ 30″ nord, 4° 25′ 15″ est | 11622               | Téléverser   |
| (nl) Meergezinswoning                                           |                       |                                  | Wilrijk           | Pater De Dekenstraat 30     | 51° 10′ 09″ nord, 4° 23′ 32″ est | 11625               | Téléverser   |
| (nl) Enkelhuis                                                  |                       |                                  | Wilrijk           | Pater De Dekenstraat 34     | 51° 10′ 08″ nord, 4° 23′ 32″ est | 11626               | Téléverser   |
| (nl) Eénpersoonswoning                                          |                       |                                  | Wilrijk           | Planetariumlaan 17          | 51° 09′ 09″ nord, 4° 23′ 05″ est | 11627               | Téléverser   |
| (nl) Enkelhuis                                                  |                       |                                  | Wilrijk           | Platanenlaan 41             | 51° 10′ 31″ nord, 4° 24′ 17″ est | 11628               | Téléverser   |
| (nl) "Residence Elsdonck"                                       | Oui                   |                                  | Wilrijk           | Prins Boudewijnlaan 308     | 51° 10′ 21″ nord, 4° 25′ 31″ est | 11629               | Téléverser   |
| (nl) "Residence Elsdonck"                                       | Oui                   |                                  | Wilrijk           | Prins Boudewijnlaan 310     | 51° 10′ 21″ nord, 4° 25′ 31″ est | 11629               | Téléverser   |
| (nl) "Residence Elsdonck"                                       | Oui                   |                                  | Wilrijk           | Prins Boudewijnlaan 312     | 51° 10′ 21″ nord, 4° 25′ 31″ est | 11629               | Téléverser   |
| (nl) "Residence Elsdonck"                                       | Oui                   |                                  | Wilrijk           | Prins Boudewijnlaan 314     | 51° 10′ 21″ nord, 4° 25′ 31″ est | 11629               | Téléverser   |
| (nl) "Residence Elsdonck"                                       | Oui                   |                                  | Wilrijk           | Prins Boudewijnlaan 316     | 51° 10′ 21″ nord, 4° 25′ 31″ est | 11629               | Téléverser   |
| (nl) "Residence Elsdonck"                                       | Oui                   |                                  | Wilrijk           | Prins Boudewijnlaan 318     | 51° 10′ 21″ nord, 4° 25′ 31″ est | 11629               | Téléverser   |
| (nl) "Residence Elsdonck"                                       | Oui                   |                                  | Wilrijk           | Prins Boudewijnlaan 320     | 51° 10′ 21″ nord, 4° 25′ 31″ est | 11629               | Téléverser   |
| (nl) "Residence Elsdonck"                                       | Oui                   |                                  | Wilrijk           | Prins Boudewijnlaan 322     | 51° 10′ 21″ nord, 4° 25′ 31″ est | 11629               | Téléverser   |
| (nl) "Residence Elsdonck"                                       | Oui                   |                                  | Wilrijk           | Prins Boudewijnlaan 324     | 51° 10′ 21″ nord, 4° 25′ 31″ est | 11629               | Téléverser   |
| (nl) "Residence Elsdonck"                                       | Oui                   |                                  | Wilrijk           | Prins Boudewijnlaan 326     | 51° 10′ 21″ nord, 4° 25′ 31″ est | 11629               | Téléverser   |
| (nl) Elektriciteitscabine                                       |                       |                                  | Wilrijk           | Prinses Astridlaan          | 51° 10′ 24″ nord, 4° 24′ 37″ est | 11630               | Téléverser   |
| (nl) Enkelhuis in Nieuwe Zakelijkheid                           |                       |                                  | Wilrijk           | Prins Karellaan 35          | 51° 10′ 31″ nord, 4° 24′ 48″ est | 11631               | Téléverser   |
| (nl) Hoeve                                                      |                       |                                  | Wilrijk           | Reigershoek 3               | 51° 09′ 15″ nord, 4° 21′ 50″ est | 11632               | Téléverser   |
| (nl) Hoeve                                                      | Oui                   |                                  | Wilrijk           | Reigershoek 4               | 51° 09′ 15″ nord, 4° 21′ 55″ est | 11633               | Téléverser   |
| (nl) Schoonselhof, kasteel met omringend park                   | Oui                   |                                  | Wilrijk           | Reigershoek                 | 51° 09′ 58″ nord, 4° 22′ 01″ est | 11634               | Téléverser   |
| (nl) Enkelhuis                                                  |                       |                                  | Wilrijk           | Sint-Bavostraat 83          | 51° 10′ 15″ nord, 4° 24′ 11″ est | 11635               | Téléverser   |
| (nl) Neoclassicistisch enkelhuis                                |                       |                                  | Wilrijk           | Sint-Bavostraat 85          | 51° 10′ 15″ nord, 4° 24′ 11″ est | 11636               | Téléverser   |
| (nl) Neoclassicistische huizen                                  |                       |                                  | Wilrijk           | Sint-Bavostraat 89          | 51° 10′ 17″ nord, 4° 24′ 16″ est | 11637               | Téléverser   |
| (nl) Neoclassicistische huizen                                  |                       |                                  | Wilrijk           | Sint-Bavostraat 113         | 51° 10′ 17″ nord, 4° 24′ 16″ est | 11637               | Téléverser   |
| (nl) Neoclassicistische huizen                                  |                       |                                  | Wilrijk           | Sint-Bavostraat 115         | 51° 10′ 17″ nord, 4° 24′ 16″ est | 11637               | Téléverser   |
| (nl) "Ieperman", kasteeltje                                     |                       |                                  | Wilrijk           | Sint-Bavostraat 2           | 51° 10′ 09″ nord, 4° 23′ 48″ est | 11638               | Téléverser   |
| (nl) Pastorie                                                   |                       |                                  | Wilrijk           | Sint-Bavostraat 16          | 51° 10′ 13″ nord, 4° 24′ 06″ est | 11639               | Téléverser   |
| (nl) Parochiekerk Sint-Bavo                                     | Oui                   |                                  | Wilrijk           | Sint-Bavostraat 18          | 51° 10′ 14″ nord, 4° 24′ 11″ est | 11640               | Téléverser   |
| (nl) Steytelinck, thans cultureel centrum                       |                       |                                  | Wilrijk           | Sint-Bavostraat 20          | 51° 10′ 14″ nord, 4° 24′ 13″ est | 11641               | Téléverser   |
| (nl) Neoclassicistisch dubbelhuis                               |                       |                                  | Wilrijk           | Sint-Camillusstraat 79      | 51° 10′ 18″ nord, 4° 23′ 53″ est | 11642               | Téléverser   |
| (nl) Landhuis                                                   |                       |                                  | Wilrijk           | Sorbenlaan 17               | 51° 10′ 43″ nord, 4° 24′ 01″ est | 11643               | Téléverser   |
| (nl) Landhuis                                                   |                       |                                  | Wilrijk           | Sorbenlaan 29               | 51° 10′ 39″ nord, 4° 24′ 16″ est | 11644               | Téléverser   |
| (nl) Enkelhuizen                                                |                       |                                  | Wilrijk           | Sorbenlaan 51               | 51° 10′ 33″ nord, 4° 24′ 24″ est | 11645               | Téléverser   |
| (nl) Enkelhuizen                                                |                       |                                  | Wilrijk           | Sorbenlaan 55               | 51° 10′ 33″ nord, 4° 24′ 24″ est | 11645               | Téléverser   |
| (nl) Woning Baré                                                |                       |                                  | Wilrijk           | Sorbenlaan 57               | 51° 10′ 33″ nord, 4° 24′ 25″ est | 11646               | Téléverser   |
| (nl) Villa in cottagestijl                                      |                       |                                  | Wilrijk           | Sorbenlaan 12               | 51° 10′ 43″ nord, 4° 23′ 56″ est | 11647               | Téléverser   |
| (nl) Rijhuis                                                    |                       |                                  | Wilrijk           | Sorbenlaan 52               | 51° 10′ 33″ nord, 4° 24′ 22″ est | 11648               | Téléverser   |
| (nl) Gebouw                                                     |                       |                                  | Wilrijk           | Sorbenlaan 68               | 51° 10′ 32″ nord, 4° 24′ 24″ est | 11649               | Téléverser   |
| (nl) Eenheidsbebouwing                                          |                       |                                  | Wilrijk           | Sterrenlaan 34              | 51° 10′ 13″ nord, 4° 25′ 22″ est | 11650               | Téléverser   |
| (nl) Eenheidsbebouwing                                          |                       |                                  | Wilrijk           | Sterrenlaan 36              | 51° 10′ 13″ nord, 4° 25′ 22″ est | 11650               | Téléverser   |
| (nl) Eenheidsbebouwing                                          |                       |                                  | Wilrijk           | Sterrenlaan 44              | 51° 10′ 14″ nord, 4° 25′ 28″ est | 11651               | Téléverser   |
| (nl) Eenheidsbebouwing                                          |                       |                                  | Wilrijk           | Sterrenlaan 46              | 51° 10′ 14″ nord, 4° 25′ 28″ est | 11651               | Téléverser   |
| (nl) Dubbelhuis                                                 |                       |                                  | Wilrijk           | Vaderlandstraat 48          | 51° 12′ 40″ nord, 4° 26′ 28″ est | 11653               | Téléverser   |
| (nl) Meergezinswoning                                           |                       |                                  | Wilrijk           | Vijverlaan 53               | 51° 10′ 31″ nord, 4° 24′ 10″ est | 11654               | Téléverser   |
| (nl) Meergezinswoning                                           |                       |                                  | Wilrijk           | Vijverlaan 55               | 51° 10′ 31″ nord, 4° 24′ 10″ est | 11654               | Téléverser   |
| (nl) Meergezinswoning                                           |                       |                                  | Wilrijk           | Vijverlaan 57               | 51° 10′ 31″ nord, 4° 24′ 10″ est | 11654               | Téléverser   |
| (nl) Meergezinswoning                                           |                       |                                  | Wilrijk           | Vijverlaan 59               | 51° 10′ 31″ nord, 4° 24′ 10″ est | 11654               | Téléverser   |
| (nl) Meergezinswoning                                           |                       |                                  | Wilrijk           | Vijverlaan 61               | 51° 10′ 31″ nord, 4° 24′ 10″ est | 11654               | Téléverser   |
| (nl) Arbeiderswoning                                            |                       |                                  | Wilrijk           | Vuurmolenstraat 40          | 51° 10′ 07″ nord, 4° 23′ 24″ est | 11655               | Téléverser   |
| (nl) Dubbelhuis in Nieuwe Zakelijkheid                          |                       |                                  | Wilrijk           | Wilgenlaan 17               | 51° 10′ 29″ nord, 4° 24′ 12″ est | 11656               | Téléverser   |
| (nl) Bel-etage woning                                           |                       |                                  | Wilrijk           | Wilgenlaan 19               | 51° 10′ 29″ nord, 4° 24′ 12″ est | 11657               | Téléverser   |
| (nl) Enkelhuis                                                  |                       |                                  | Wilrijk           | Wilgenlaan 55               | 51° 10′ 33″ nord, 4° 24′ 13″ est | 11658               | Téléverser   |
| (nl) Enkelhuis in Nieuwe Zakelijkheid                           |                       |                                  | Wilrijk           | Wilgenlaan 50               | 51° 10′ 32″ nord, 4° 24′ 16″ est | 11659               | Téléverser   |
| (nl) Enkelhuis in Nieuwe Zakelijkheid                           |                       |                                  | Wilrijk           | Zinkhoevelaan 23            | 51° 10′ 38″ nord, 4° 23′ 50″ est | 11660               | Téléverser   |
| (nl) Landhuizen in Nieuwe Zakelijkheid                          |                       |                                  | Wilrijk           | Zwanenlaan 6                | 51° 10′ 19″ nord, 4° 25′ 12″ est | 11661               | Téléverser   |
| (nl) Landhuizen in Nieuwe Zakelijkheid                          |                       |                                  | Wilrijk           | Zwanenlaan 8                | 51° 10′ 19″ nord, 4° 25′ 12″ est | 11661               | Téléverser   |
| (nl) Landhuis                                                   |                       |                                  | Wilrijk           | Zwanenlaan 10               | 51° 10′ 19″ nord, 4° 25′ 13″ est | 11662               | Téléverser   |
| (nl) Half vrijstaand breedhuis                                  |                       |                                  | Wilrijk           | Acacialaan 46               | 51° 10′ 56″ nord, 4° 23′ 43″ est | 83623               | Téléverser   |
| (nl) Modernistisch burgerhuis                                   |                       |                                  | Wilrijk           | De Bruynlaan 26             | 51° 11′ 00″ nord, 4° 22′ 45″ est | 83624               | Téléverser   |
| (nl) Rijwoningen ontworpen door G. Traets                       |                       |                                  | Wilrijk           | Boomsesteenweg 600          |                                  | 213790              | Téléverser   |
| (nl) Rijwoningen ontworpen door G. Traets                       |                       |                                  | Wilrijk           | Boomsesteenweg 602          |                                  | 213790              | Téléverser   |